# حارة الوادي (ذمار)

تعديل مصدري - تعديل

حارة الوادي هي إحدى حارات مدينة ذمار التابعة لمحافظة ذمار، بلغ تعداد سكانها 296 نسمة حسب تعداد اليمن لعام 2004.